# Interstate 88 (Nova Iorque)
Interstate 88 (I-88) é uma rodovia interestadual localizada inteiramente no estado americano de Nova Iorque. Nominalmente sinalizada como uma estrada leste-oeste por ter um número par, ela se estende por 189,50 km (117,75 milhas) na direção nordeste-sudoeste de um cruzamento com a I-81 ao norte da cidade de Binghamton até um cruzamento com a New York State Thruway (I-90) a oeste de Schenectady. A rodovia serve como uma importante rota de conexão do Distrito da Capital para Binghamton, Elmira (via New York State Route 17 ou NY 17, I-86) e Scranton, Pensilvânia (via I-81). A I-88 é paralela à NY 7, que já foi a principal rota da região.
A I-88 foi designada em 1968, e a construção da rodovia começou logo em seguida. A primeira seção da I-88 foi inaugurada no início da década de 1970, ligando duas comunidades a nordeste de Binghamton. A última parte da rodovia foi concluída em 1989, ligando o segmento original à I-81 ao norte de Binghamton. Os primeiros planos para a I-88 previam que a estrada continuasse a nordeste até Troy; no entanto, a extremidade leste da rota foi transferida para Schenectady no início da década de 1980. Uma autoestrada/rodovia combinada em Illinois, embora não contígua, também recebeu a designação I-88 em 1987.